# Soumaly Phinith
Panay Nokeo (ur. 21 listopada 1990) – laotańska zapaśniczka w stylu wolnym.
Brązowa medalistka igrzysk Azji Południowo-Wschodniej w 2013 roku.